# August Herlenius
August Herlenius, född den 22 december 1861 i Nors socken, Värmlands län, död den 28 februari 1930 i Stockholm, var en svensk industriman. Han var son till Jonas Herlenius och bror till Emil Herlenius.

## Biografi
Herlenius blev bergsingenjör 1889, underlöjtnant vid Göta artilleriregemente 1881, kapten vid regementet 1895, disponent vid Storfors bruk 1894–1910, direktör för Uddeholms AB 1914–1928, ledamot av vattenfallsstyrelsen från 1908 och direktör för Jernkontoret från 1929. Herlenius var krigsberedskapskommissionens ordförande 1928. Han utnämndes till kabinettskammarherre 1908.

## Utmärkelser

### Svenska utmärkelser
- Kommendör av första klassen av Nordstjärneorden, 6 juni 1922.[7]
- Kommendör av andra klassen av Nordstjärneorden, 6 juni 1917.[8]
- Riddare av Nordstjärneorden, 1906.[9]
- Kommendör av första klassen av Vasaorden, 15 december 1925.[10]
- Kommendör av andra klassen av Vasaorden, 5 juni 1915.[11]
- Riddare av första klassen av Vasaorden, 1914.[12]
- Riddare av första klassen av Svärdsorden, 1906.[13]

### Utländska utmärkelser
- Kommendör av första graden av Danska Dannebrogorden, senast 1915.[14]
- Kommendör av första klassen av Finlands Vita Ros’ orden, tidigast 1925 och senast 1928.[15][16]